# Teslim Fatusi
Teslim Babatunde Fatusi (ur. 17 września 1977 w Lagos) – nigeryjski piłkarz występujący na pozycji pomocnika.

## Kariera klubowa
Fatusi karierę rozpoczynał w 1993 roku w zespole Stationery Stores. W połowie 1994 roku odszedł do szwajcarskiego Servette FC. Po pół roku spędzonym w tym klubie, przeniósł się jednak do węgierskiego Pécsi Munkás. Tam również grał przez pół roku. Potem przeszedł do Ferencvárosi TC. W 1996 roku zdobył z nim mistrzostwo Węgier.
W 1996 roku Fatusi wrócił do Servette FC. Tym razem występował tam przez rok. W 1997 roku został graczem tunezyjskiego Espérance Tunis. W 1998 roku wywalczył z nim mistrzostwo Tunezji. Po tym sukcesie przeniósł się do południowoafrykańskiego Mamelodi Sundowns. W 1999 roku, a także w 2000 roku zdobył z nim mistrzostwo RPA.
W 2000 roku Fatusi podpisał kontrakt z belgijskim KSV Roeselare. Po roku odszedł jednak do Polonii Warszawa. Spędził tam rok. Następnie grał w niemieckich zespołach 1. FC Magdeburg (Oberliga) oraz Sachsen Lipsk (Regionalliga), saudyjskim Al-Khaleej, nigeryjskim Shooting Stars, a także wietnamskich Thể Công i Tây Ninh. W 2008 roku zakończył karierę.

## Kariera reprezentacyjna
W reprezentacji Nigerii Fatusi zadebiutował w 1996 roku. W tym samym roku został powołany do kadry na Letnie Igrzyska Olimpijskie, na których wywalczył z drużyną złoty medal.
W latach 1996–1997 w drużynie narodowej rozegrał łącznie 4 spotkania i zdobył 1 bramkę.